# 블레인 앤더슨

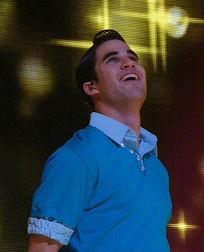

블레인 데번 앤더슨(영어: Blaine Devon Anderson)은 폭스에서 방송되고 있는 뮤지컬 코미디 드라마 《글리》의 등장인물이다. 대런 크리스가 연기하고 있다.